# Platytarus bufo
Platytarus bufo es una especie de escarabajo de la familia Carabidae.

## Distribución geográfica
Se distribuye por el paleártico: sur de Europa, norte de África y Oriente Próximo.